# Sorcières de Samlesbury
Vous lisez un « bon article » labellisé en 2010.

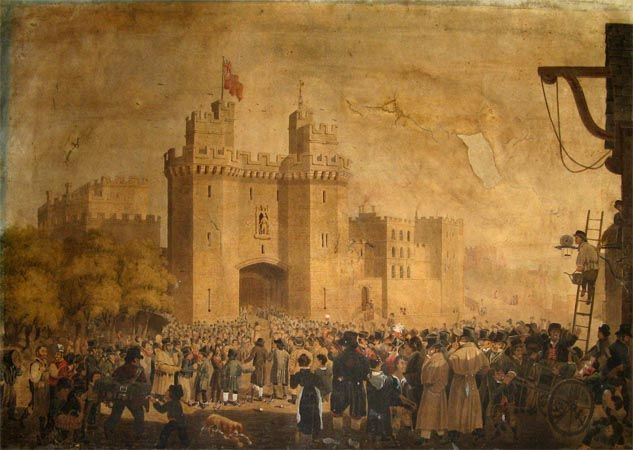
Des prisonniers sont amenés au château de Lancaster, lieu où les « sorcières » de Samlesbury furent jugées à l'été 1612. Peintre inconnu, 1827.

Les sorcières de Samlesbury sont trois femmes, Jane Southworth, Jennet Bierley et Ellen Bierley, du village de Samlesbury dans le Lancashire, accusées au début du XVIIe siècle par une fille de quatorze ans, Grace Sowerbutts, de pratiquer la sorcellerie. Le 19 août 1612, au Lancaster Assizes, commença leur procès au milieu d'une série d'autres, en pleine chasse aux sorcières, qui s'étalèrent sur deux jours. De telles actions en justice étaient inhabituelles à l'époque en Angleterre à deux égards : le greffier de la cour publia le compte rendu du procès et le nombre d'accusés déclarés coupables et pendus fut de dix dans le Lancashire et d'un autre à York, nombre anormalement élevé.
Parmi les accusations portées contre les femmes figuraient l'infanticide et le cannibalisme. En revanche, les autres accusés jugés aux mêmes Assizes, parmi lesquels figuraient les sorcières de Pendle, furent accusés de maleficium, c'est-à-dire de causer du tort par la sorcellerie. Les accusations contre les trois femmes s'effondrèrent « spectaculairement » lorsque Grace Sowerbutts fut reconnue par le juge être « l'outil du parjure d'un prêtre catholique ».
Le procès est un exemple clair des luttes religieuses de l'époque, il était « en grande partie de la propagande contre le catholicisme », voire un « procès-spectacle » cherchant à démontrer que le Lancashire, connu à l'époque pour être une région sauvage et anarchique, était en cours de purge non seulement des sorcières, mais aussi des « comploteurs papistes » (les catholiques).

## Contexte
Jacques Ier, un Écossais qui arriva sur le trône d'Angleterre en 1603, s'intéressait vivement à la sorcellerie. Au début des années 1590, il était convaincu que des sorcières écossaises complotaient contre lui. Dans son livre de 1597, Daemonologie, il demandait à ses partisans de dénoncer et de poursuivre en justice tout adepte ou pratiquant de la sorcellerie. En 1604, un an après son intronisation, une nouvelle loi contre la sorcellerie fut votée : An Act against Conjuration, Witchcraft and dealing with evil and wicked spirits. Elle imposait la peine de mort à toute personne causant du tort par la magie ou exhumant des corps dans un but magique. Mais il arrivait cependant à Jacques Ier de douter des preuves présentées lors de procès pour sorcellerie, au point d'exposer des contradictions dans les témoignages contre quelques personnes accusées de sorcellerie.
Les trois « sorcières » de Samlesbury vivaient au Lancashire, un comté anglais qui, à la fin du XVIe siècle, était perçu par les autorités de l'époque comme une région sauvage et anarchique : il était « renommé pour ses vols, sa violence et sa sexualité laxiste, où l'Église était honorée sans que le commun des mortels ne comprenne quoi que ce soit à ses doctrines, ». Après le décès de Marie Ire et l'accession au trône de sa demi-sœur Elisabeth Ire en 1558, les prêtres catholiques furent forcés de se cacher, mais dans les régions éloignées de Londres, comme le Lancashire, ils continuèrent à célébrer la messe en secret. Au début de 1612, l'année du procès, chaque juge de paix du Lancashire reçut l'ordre de compiler une liste de récusants (c'est-à-dire ceux qui étaient réfractaires à l'Église d'Angleterre, un délit à cette époque).

## Famille Southworth

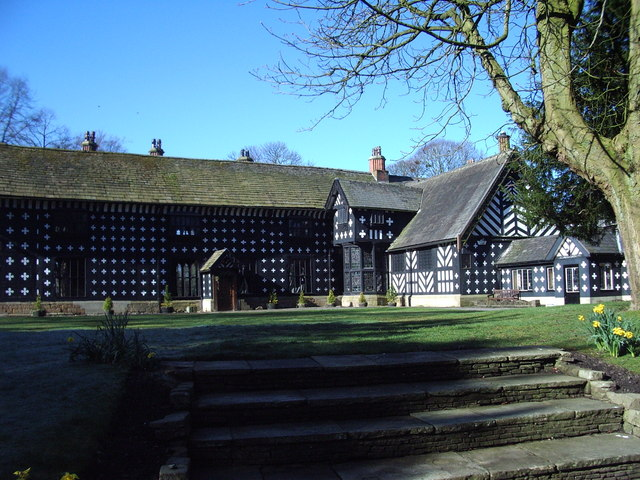
Samlesbury Hall, résidence familiale des Southworth.

La Réforme anglaise du XVIe siècle, période pendant laquelle l'Église anglaise rejeta l'autorité du Pape et s'éloigna de l'Église catholique, provoqua la séparation de la famille Southworth habitant au Samlesbury Hall. Sir John Southworth, chef de la famille, était un récusant en vue qui avait été arrêté à plusieurs reprises pour avoir refusé de rejeter sa foi catholique. Son fils aîné John, s'étant converti à l'Église d'Angleterre, fut déshérité par son père, alors que le reste de la famille resta farouchement catholique.
Jane Sherburne, l'une des prétendues sorcières, et John fils se marièrent vers 1598 et le couple vécut au Samlesbury Lower Hall, où ils élevèrent sept enfants. Jane devint veuve quelques mois avant le procès pour sorcellerie en 1612. Les relations entre le père et le fils étaient restées tendues jusqu'à la mort de celui-ci : selon une déclaration de John Singleton, qui l'appelait « vieux maître », John père refusait même de passer devant la maison de son fils quand il le pouvait et croyait Jane capable de tuer son mari,.

## Arrestations
La chasse aux sorcières commence dans le Lancashire par une tout autre affaire. Le 21 mars 1612, Alizon Device, qui vivait à proximité de Fence au Lancashire, près de Pendle Hill, rencontra John Law, un colporteur d'Halifax, ville du Yorkshire de l'Ouest. Elle lui demanda quelques aiguilles, mais il refusa. Quelques minutes plus tard, Law eut une « attaque » et accusa la femme de l'avoir provoquée. Avec sa mère Elizabeth et son frère James, Alizon fut alors convoquée devant le magistrat local, Roger Nowell, le 30 mars 1612. En se basant sur des preuves et des confessions, Nowell imposa à Alizon et dix autres personnes de se présenter au Lancaster Gaol (geôle) pour y être jugées à la prochaine séance du tribunal pour maleficium,.
Les autres magistrats du Lancashire apprirent la découverte de sorcellerie et, le 15 avril 1612, le juge de paix Robert Holden commença à enquêter dans la région de Samlesbury. En conséquence, huit personnes furent convoquées aux Assizes du Lancashire. Trois femmes, Jane Southworth, Jennet Bierley et Ellen Bierley, furent accusées de pratiquer la sorcellerie sur Grace Sowerbutts, petite-fille de Jennet et nièce d'Ellen.

## Procès

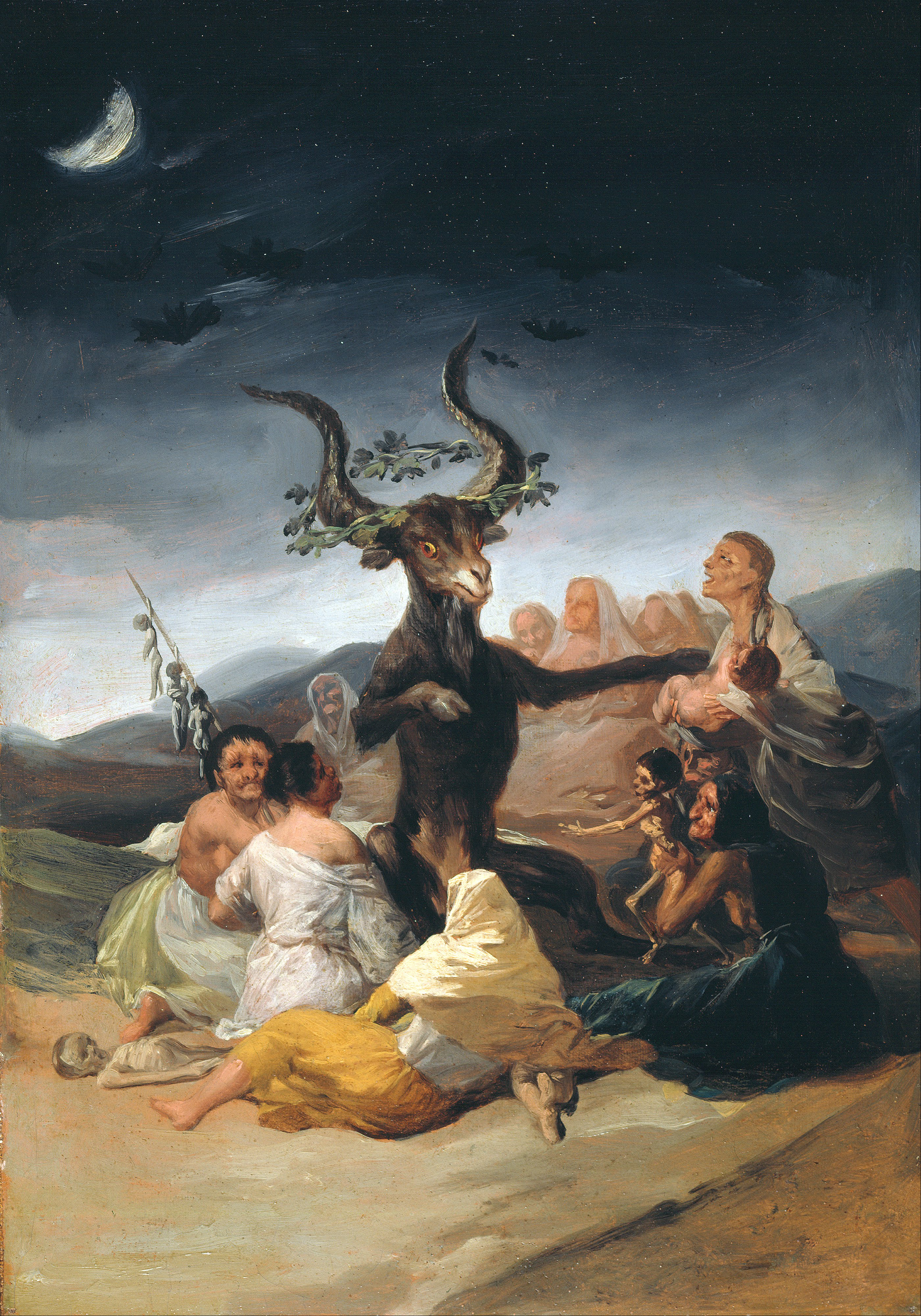
Le Sabbat des sorcières. Peinture de Goya.

Le procès se déroula le 19 août 1612 devant Sir Edward Bromley, un juge qui recherchait activement une nomination à un tribunal plus proche de Londres : il est probable qu'il tentait par ce biais de séduire le roi Jacques Ier, chef du système judiciaire anglais. Avant le procès, Bromley ordonna la libération de cinq des huit accusés de Samlesbury, les mettant en garde sur leur conduite future. Les autres, Jane Southworth, Jennet Bierley et Ellen Bierley, furent accusés « d'arts diaboliques et malicieux, appelés sorcellerie, enchantements, charmes [...] sur et contre une Grace Sowerbutts », elles plaidèrent non coupable. Le témoin à charge principal était Grace Sowerbutts, âgée de 14 ans.
Grace fut la première à témoigner. Elle affirma que sa grand-mère et sa tante, Jennet et Ellen Bierley, pouvaient se transformer en chien et qu'elles l'avaient « hantée et ennuyée » pendant des années. Elle allégua également que les deux femmes l'avaient transportée au sommet d'une meule de foin en la tirant par les cheveux. En une autre occasion, elles avaient tenté de la persuader de se noyer. Selon Grace, les deux l'avaient amenée à la maison de Thomas Walshman, où elles avaient volé un bébé pour lui sucer le sang. Elle affirma que l'enfant mourut dans la nuit, et qu'après son enterrement, elles déterrèrent le corps pour le faire cuire dans le but d'en manger une partie. Ce qui en resta fut utilisé pour faire un onguent qui leur servait à prendre d'autres apparences.
Grace allégua également que sa grand-mère et sa tante, en compagnie de Jane Southworth, assistaient à des sabbats qui se tenaient chaque jeudi et dimanche dans la nuit à la Red Bank, sur la rive nord de la Ribble. Pendant ces assemblées clandestines, elles rencontraient « des choses noires, qui se tenaient debout, mais n'étaient pourtant pas des hommes, de par leur visage », avec lesquelles elles mangeaient, dansaient et s'accouplaient.
Thomas Walshman, le père du bébé prétendument tué et mangé par les accusées, fut le suivant à témoigner. Il confirma que son enfant était mort à l'âge d'un an d'une maladie inconnue. Il ajouta que Grace avait été découverte le 15 avril gisant par terre, comme si elle était morte, dans la grange de son père et n'avait repris des forces que le lendemain. Deux autres témoins, John Singleton et William Alker, confirmèrent que John Southworth, le beau-père de Jane Southworth, était réticent à circuler devant la maison où demeurait son fils, car il croyait que Jane était une « femme mauvaise et une sorcière ».
Thomas Potts, le greffier des Lancaster Assizes, nota qu'après avoir entendu les témoignages, plusieurs personnes présentes à la cour étaient convaincues de la culpabilité des accusées. À la demande du juge de répondre aux accusations portées à leur encontre, Potts rapporta qu'elles « se mirent humblement à genoux, pleurant des larmes » et « demandèrent à [Bromley] au nom de Dieu d'examiner Grace Sowerbutts ». Immédiatement, « le visage de cette Grace Sowerbutts changea ». Les témoins « commencèrent à se quereller et à s'accuser les uns les autres » et admirent finalement que Grace avait été entraînée dans cette conspiration par un prêtre catholique qu'ils appelaient Thompson. Bromley obligea la fille à rencontrer deux juges de paix, William Leigh et Edward Chisnal. Questionnée, Grace admit que son histoire était fausse et qu'elle obéissait aux ordres de l'oncle de Jane Southworth, Christopher Southworth (aussi connu sous le nom de Thompson), un prêtre jésuite qui se cachait dans la région de Samlesbury. Southworth était le chapelain à Samlesbury Hall et l'oncle de Jane par le mariage. Leigh et Chisnal questionnèrent les trois accusées dans le but de savoir pourquoi Southworth avait fabriqué des preuves contre elles, mais aucune ne put répondre autre chose que « d'aller à l'église [anglicane] ».
Une fois les déclarations faites devant la cour, Bromley ordonna au jury de rendre un jugement de non-culpabilité, déclarant que « Dieu vous a libérées au-delà de vos espérances, utilisez sagement sa pitié et sa faveur ; prenez soin de ne plus tomber par après : donc la cour ordonne que vous soyez libérées, ».
Potts conclut son compte-rendu du procès par ces mots : « Donc, ces pauvres créatures innocentes, grâce aux soins et à l'effort de cet honorable juge, furent délivrées du danger de cette conspiration ; et cette maudite pratique du prêtre exposée à la vue de tous,. »

## The Wonderfull Discoverie of Witches in the Countie of Lancaster

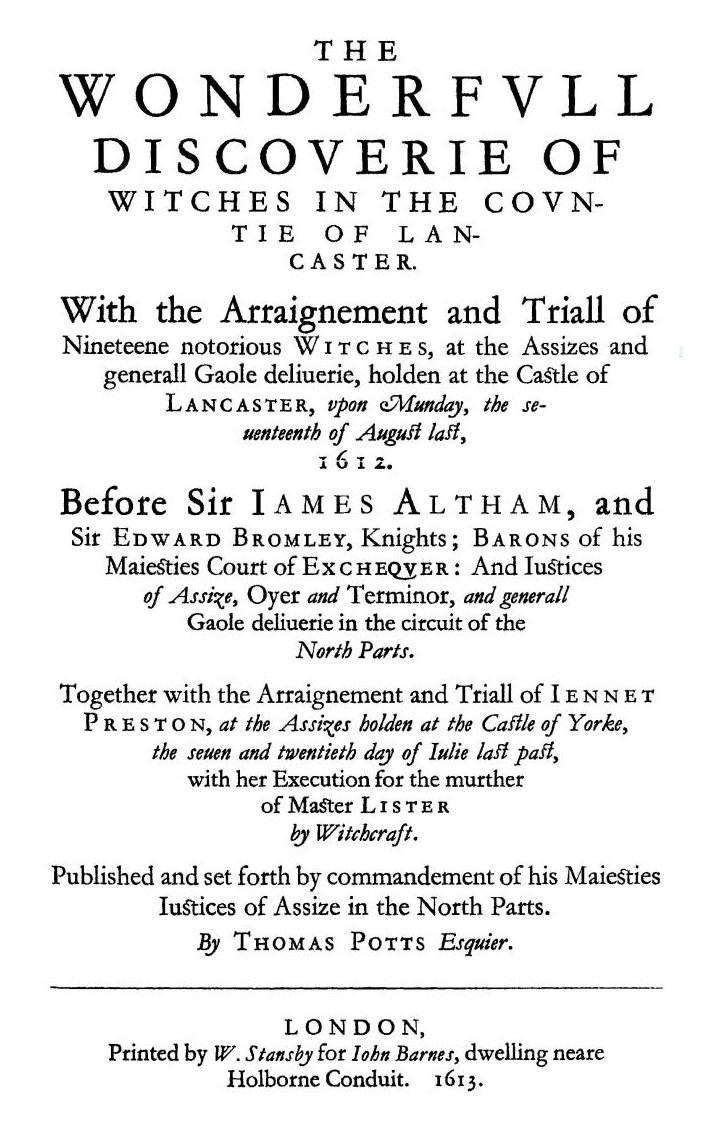
Page titre de l'édition originale de Wonderfull Discoverie of Witches in the Countie of Lancaster publié en 1613.

Pratiquement tout ce qui est connu des procès pour sorcellerie de cette époque provient d'un texte rédigé par Thomas Potts, le greffier des Lancaster Assizes. Les juges des procès lui avaient ordonné de rédiger un compte rendu, qu'il compléta le 16 novembre 1612. Bromley révisa et corrigea le manuscrit avant sa publication en 1613, déclarant qu'il était « fidèle à la réalité » et « conforme et valable pour publication ». Bien que The Wonderfull Discoverie of Witches in the Countie of Lancaster semble rapporter fidèlement ce qui a été entendu lors des procès, l'ouvrage est plutôt une réflexion sur ce qui est arrivé. Toutefois, Potts « semble donner en général un compte rendu fidèle, mais pas nécessairement complet, du procès pour sorcellerie de l’Assize, du moment que le lecteur reste constamment conscient que l'auteur s'appuie sur des notes écrites plutôt que sur des rapports textuels ».
Dans son introduction aux procès, Potts écrit : « Nous avons donc, pour un temps, laissé les Grandes Sorcières de la Forêt de Pendle à la juste considération d'un jury très compétent ». Bromley avait alors complété le procès contre les sorcières de Pendle, dont trois avaient avoué leur culpabilité, mais il devait encore juger celles de Samlesbury, qui clamaient leur innocence. Lors du procès des sorcières de Pendle, le seul témoignage contre les femmes provenait de Jennet Device, une fille de 9 ans, et que le roi Jacques avait averti les juges d'examiner avec attention les preuves soumises contre les personnes accusées de sorcellerie, les mettant en garde contre la crédulité. Dans la conclusion de son rapport sur le procès, Potts affirme que « cet avertissement avait été intercalé dans la succession des affaires "par ordre spécial et commandement" », possiblement par les juges du procès. Après avoir condamné à mort trois femmes pour sorcellerie, Bromley prit probablement plus de précautions pour démontrer qu'il n'était pas crédule en présentant sa « révélation magistrale » des preuves de Grace Sowerbutts.

## Analyse moderne
Il s'agit de l'une des affaires de ce genre les mieux connues de l'histoire de l'Angleterre. De telles actions en justice étaient inhabituelles à l'époque en Angleterre à deux égards : Thomas Potts, greffier de la cour, publia le compte rendu du procès et le nombre d'accusés déclarés coupables et pendus fut anormalement élevé avec dix dans le Lancashire et un autre à York.
Beaucoup d'historiens, notamment Hugh Trevor-Roper, suggérèrent que les procès en sorcellerie des XVIe et XVIIe siècles étaient la conséquence des luttes entre Églises catholique et anglicane déterminées à éradiquer ce qu'elles considéraient comme une hérésie.
Potts écrivait que « ce Comté du Lancashire peut sans aucun doute être décrit comme un lieu regorgeant d'autant de sorcières en tous genres que de séminaristes, de jésuites et de papistes, » et décrivait les trois accusées comme ayant été « des papistes entêtées, qui viennent maintenant à l'Église [anglaise], ». Les juges souhaitaient certainement que le roi Jacques les considère comme capables de traiter avec fermeté les récusants catholiques et les pratiquants de la sorcellerie, « les deux grandes menaces à l'ordre jacobin du Lancashire ». Les autorités suspectèrent que Samlesbury Hall, la maison familiale des Southworth, servait de refuge aux prêtres catholiques : elle fut longuement surveillée avant le procès de 1612. Le juge de paix Robert Holden souhaitait peut-être y découvrir le chapelier jésuite Christopher Southworth.
La chasse aux sorcières en Angleterre fut moins sévère que dans le reste de l'Europe, une seule pouvant être qualifiée de massive, celle de Matthew Hopkins à East Anglia en 1645. Elle rassembla 20 % de toutes les « sorcières » dénoncées, soit environ 500 cas, lesquelles auraient finalement été exécutées en Angleterre entre le XVe siècle et la première moitié du XVIIIe siècle. Le système judiciaire anglais différait notablement de l'Inquisition tel qu'appliquée en Europe continentale, où une personne devait accuser ses voisins d'un crime, lesquels étaient ensuite jugés par un jury de ses semblables. Les procès anglais contre la sorcellerie de l'époque « tournaient autour de croyances populaires selon lesquelles le crime de sorcellerie était le fait d'une personne... malintentionnée », pour lesquelles des preuves tangibles devaient être produites.

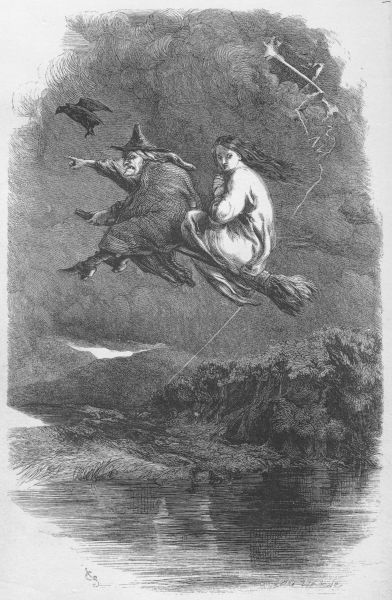
Illustration de la nouvelle The Lancashire Witches (Les Sorcières du Lancashire) de William Harrison Ainsworth publiée en 1848. Le vol allait à l'encontre des lois de la nature de l'époque, et donc impossible selon la démonologie du roi Jacques Ier.

Potts consacre plusieurs pages à critiquer les preuves soumises par Grace Sowerbutts, donnant ainsi une idée des divergences qui existaient au début du XVIIe siècle entre la perception de la sorcellerie de l’establishment protestant et les croyances populaires, la population étant probablement influencée par la vision des prêtres catholiques, tel que Christopher Southworth, soumis aux instructions en provenance du continent. Au contraire des religieux européens, l'élite protestante anglaise croyait que les sorcières vivaient avec des familiers, et ne croyait donc pas que les accusées de Samlesbury n'en avaient pas. Le sabbat, tel que raconté par Grace, n'était pas une notion habituelle dans l'Angleterre de cette époque, alors que dans le reste de l'Europe, il était communément admis que les sorcières y participaient. La plupart des démonologues de cette époque, y compris le roi Jacques, croyaient que seul Dieu pouvait accomplir des miracles, et qu'Il n'avait pas donné ce pouvoir aux créatures alliées au Diable. En conséquence, Potts rejeta l'affirmation de Sowerbutts selon laquelle Jennet Bierley s'était transformée en un chien noir : « J'aimerais savoir par quel moyen un prêtre peut soutenir un tel élément de preuve ». Il rejeta également le compte rendu de Grace sur le sabbat dont elle aurait été témoin, déclarant que « Le séminariste [prêtre] confond le visage et les pieds : Chattox [l'une des sorcières de Pendle] et toutes ses collègues sorcières s'entendent, les pieds du Diable sont fourchus : mais Fancie [une relation de Chattox] avait un très bon visage, et était un homme convenable ».
Le procès des sorcières de Samlesbury semble avoir été « en grande partie de la propagande contre le catholicisme » ou encore un « procès-spectacle », le but étant de montrer que le Lancashire était purgé non seulement des sorcières, mais aussi des « comploteurs papistes ».

## Conséquences
Bromley obtint la promotion désirée, il fut nommé au Midlands Circuit en 1616. Potts fut nommé responsable du chenil du roi Jacques, le Skalme Park, en 1615. En 1618, il reçut la responsabilité « de la collecte des pénalités relatives aux égouts, pendant 21 ans ». Le plus âgé des fils de Jane Southworth, Thomas, hérita de son grand-père le Samlesbury Hall.

### Citations originales
1. ↑  (en) « the perjuring tool of a Catholic priest »
2. ↑  (en) « fabled for its theft, violence and sexual laxity, where the church was honoured without much understanding of its doctrines by the common people »
3. ↑  (en) « diverse devillish and wicked Arts, called Witchcrafts, Inchauntments, Charmes, and Sorceries, in and upon one Grace Sowerbutts »
4. ↑  (en) « haunted and vexed her »
5. ↑  (en) « foure black things, going upright, and yet not like men in the face »
6. ↑  (en) « evil woman, and a Witch »
7. ↑  (en) « humbly fell upon their knees with weeping teares »
8. ↑  (en) « desired him [Bromley] for Gods cause to examine Grace Sowerbutts »
9. ↑  (en) « the countenance of this Grace Sowerbutts changed »
10. ↑  (en) « began to quarrel and accuse one another »
11. ↑  (en) « goeth to the [Anglican] Church »
12. ↑  (en) « God hath delivered you beyond expectation, I pray God you may use this mercie and favour well; and take heed you fall not hereafter: And so the court doth order that you shall be delivered »
13. ↑  (en) « Thus were these poore Innocent creatures, by the great care and paines of this honourable Judge, delivered from the danger of this Conspiracie; this bloudie practise of the Priest laid open »
14. ↑  (en) « truly reported »
15. ↑  (en) « fit and worthie to be published »
16. ↑  (en) « seems to give a generally trustworthy, although not comprehensive, account of an Assize witchcraft trial, provided that the reader is constantly aware of his use of written material instead of verbatim reports »
17. ↑  (en) « Thus have we for a time left the Graund Witches of the Forrest of Pendle, to the good consideration of a very sufficient jury »
18. ↑  (en) « masterful exposure »
19. ↑  (en) « this Countie of Lancashire ... now may lawfully bee said to abound asmuch in Witches of divers kinds as Seminaries, Jesuites, and Papists »
20. ↑  (en) « obstinate Papists, and now came to Church »
21. ↑  (en) « revolved around popular beliefs, according to which the crime of witchcraft was one of ... evil-doing »
22. ↑  (en) « I would know by what means any Priest can maintaine this point of Evidence »
23. ↑  (en) « The Seminarie [priest] mistakes the face for the feete: For Chattox [one of the Pendle witches] and all her fellow witches agree, the Devill is cloven-footed: but Fancie [Chattox's familiar] had a very good face, and was a proper man »
24. ↑  (en) « largely a piece of anti-Catholic propaganda »
25. ↑  (en) « collecting the forfeitures on the laws concerning sewers, for twenty-one years »